# Alfred Goldhammer
Alfred Goldhammer (geboren am 27. Jänner 1907 in Wien; gestorben am 10. November 1942 ebenda) war ein österreichischer Gerber und Widerstandskämpfer gegen den Nationalsozialismus.

## Leben und Hinrichtung
Goldhammer war Gerbermeister und übte bis 1934 verschiedene Funktionen in der Gewerkschaft aus. Ab Mai 1938 gehörte er einer kommunistischen Betriebszelle in den Vereinigten Lederfabriken Gerlach, Moritz & Co in Wien-Floridsdorf an, deren Leitung er im April 1940 übernahm. Am 10. Jänner 1941 wurde er von der Gestapo Wien festgenommen, erkennungsdienstlich erfasst und verhört, am 27. August 1942 vom Volksgerichtshof wegen „Vorbereitung zum Hochverrat“ zum Tode verurteilt. 

„Sie [die Angeklagten] haben sich alle zu einer Zeit, zu der das Reich um seinen Bestand, seine Zukunft und um die Neugestaltung Europas kämpft und die besten seiner Söhne dafür ihr Leben einsetzen, aus blindem Hass gegen das nat. soz. Reich, dem fast alle von ihnen nach jahrelanger Arbeitslosigkeit ein gesichertes Fortkommen zu verdanken haben, für eine destruktive Idee betätigt, die in Verfolgung ihrer weltrevolutionären Bestrebungen zielbewusst darauf ausgeht, das deutsche Volk als den Träger und Pfeiler der abendländischen Kultur und mit ihm Europa zu versklaven und zu vernichten. Die Härte der Zeit, der jede Schonung von Staatsfeinden fremd sein muss, erfordert ihre Ausmerzung, wobei es auf den Unterschied des Umfanges und der Art der Betätigung nicht ankommt und es auch keinen Ausschlag geben kann, wie sich Einzelne von ihnen [...] früher zum deutschen Volke eingestellt haben.“

Er wurde am 10. November 1942 im Wiener Landesgericht enthauptet. Gemeinsam mit ihm wurden am selben Tag am selben Ort folgende Widerstandskämpfer ebenfalls mittels Fallbeil hingerichtet: der Hilfsarbeiter Paul Antl, der Maurergehilfe Ferdinand Böhm, der Elektrotechniker Max Büchler, der Amtsdiener Leopold Fischer, der Koch Johann Hagen, der Weber Johann Hojdn, der Eisenhobler Johann Kapovits, der Schneider Franz Mittendorfer, der Maschinenarbeiter Andreas Morth, die Sortiererin Antonia Mück, der kaufmännische Angestellte Felix Pfeiffer, der Lackierergehilfe Anton Schädler, der Maschinenschlosser Franz Stelzel und der Elektromonteur Alfred Svobodnik.
Alfred Goldhammer wurde am Friedhof Inzersdorf beerdigt.

## Gedenken

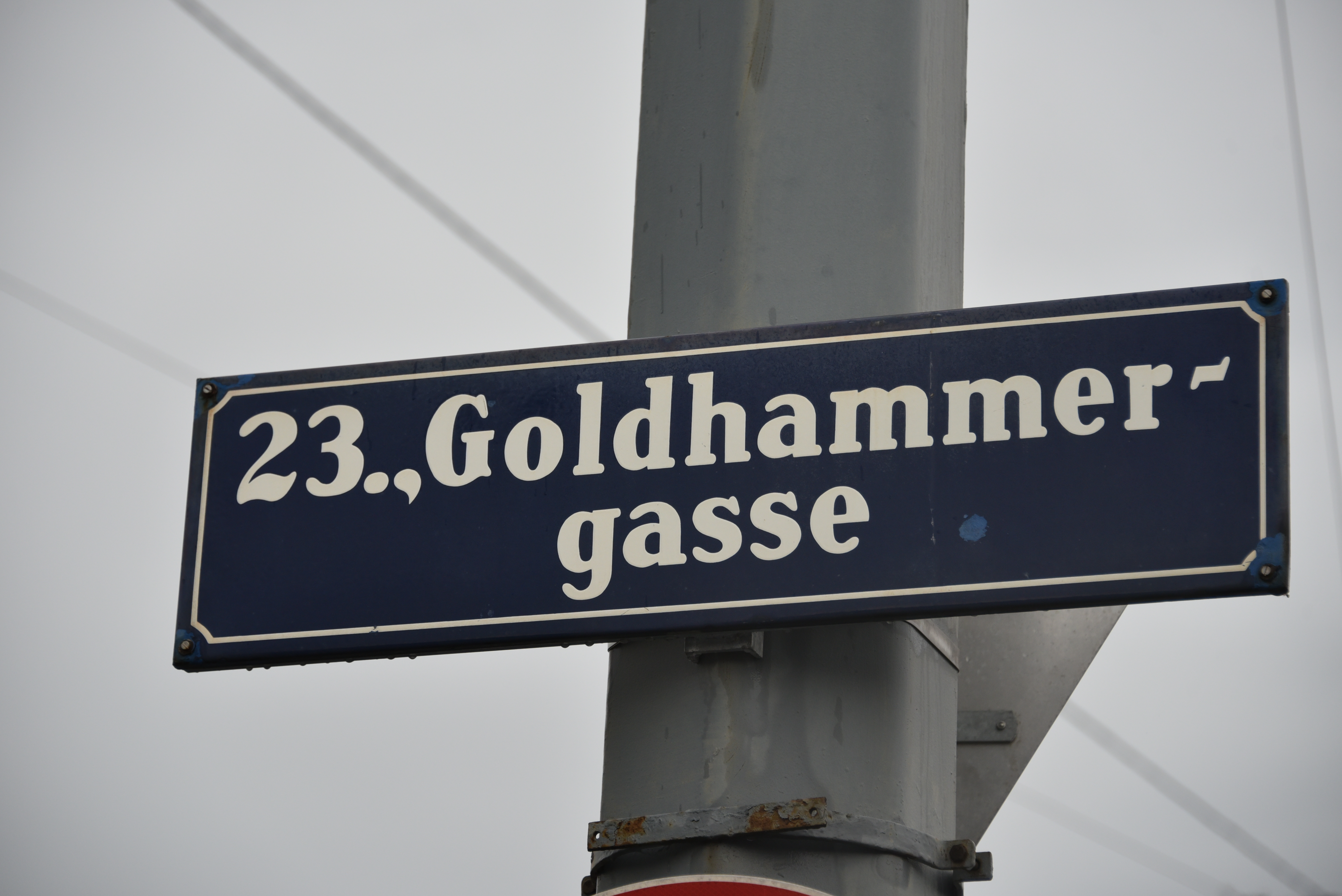

Eine Straße und eine Gedenktafel erinnern an Alfred Goldhammer:
- 1947 wurde im Wiener Stadtteil Inzersdorf die Goldhammergasse nach ihm benannt.[2]
- Sein Name findet sich auch auf der Gedenktafel im ehemaligen Hinrichtungsraum des Wiener Landesgerichts.